# بلد مسلم (السدة)

تعديل مصدري - تعديل

بلد مسلم هي إحدى قرى عزلة الزعلاء بمديرية السدة التابعة لمحافظة إب، بلغ تعداد سكانها 156 نسمة حسب تعداد اليمن لعام 2004.